# Koksmuts

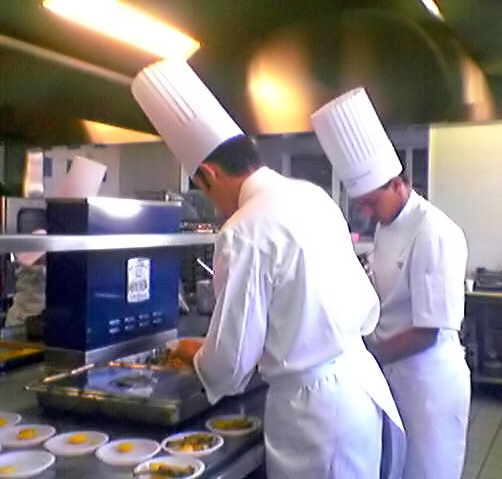
Koks met een koksmuts

Een koksmuts is een meestal witte muts van een kok. Het doel van de koksmuts is het bevorderen van de hygiëne in de keuken. Met een koksmuts wordt voorkomen dat er zweet of haar in het voedsel komt. Hoge koksmutsen zie je tegenwoordig steeds minder, maar ooit was de hoogte van de muts een symbool voor de status van de drager.
De Franse kok Marie-Antoine Carême (1784 - 1833), die voor de deelnemers van het Congres van Wenen kookte, geldt als de uitvinder van de stijve koksmuts. Hij monteerde aan de binnenzijde van de koksmuts een stijve papierring waardoor deze beter rechtop bleef staan.
De door GaultMillau uitgegeven gastronomiegids waardeert de daarin opgenomen restaurants door het geven van symbolische koksmutsen.